# Tucker (cràter)
Tucker és un petit cràter d'impacte de la Lluna, situat a la part sud de la Mare Smythii. Es troba sobre el terminador oriental de la Lluna, i des del Terra es veu gairebé al límit de la zona visible. Es troba entre el cràter lleugerament més gran cràter Lebesgue (al nord-est) i el cràter inundat de lava Kao (al sud-sud-oest).

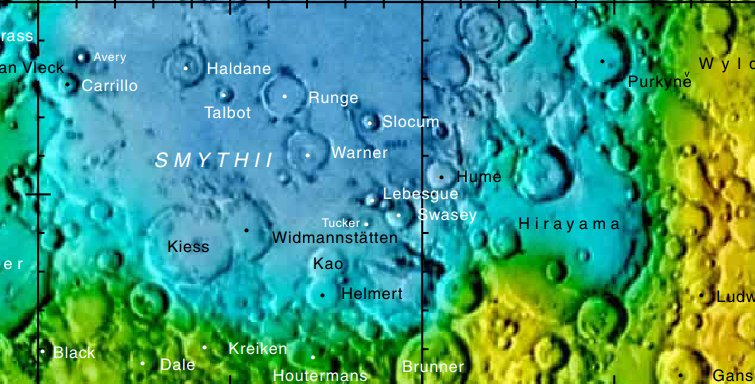
Localització de Tucker (centre de la imatge)
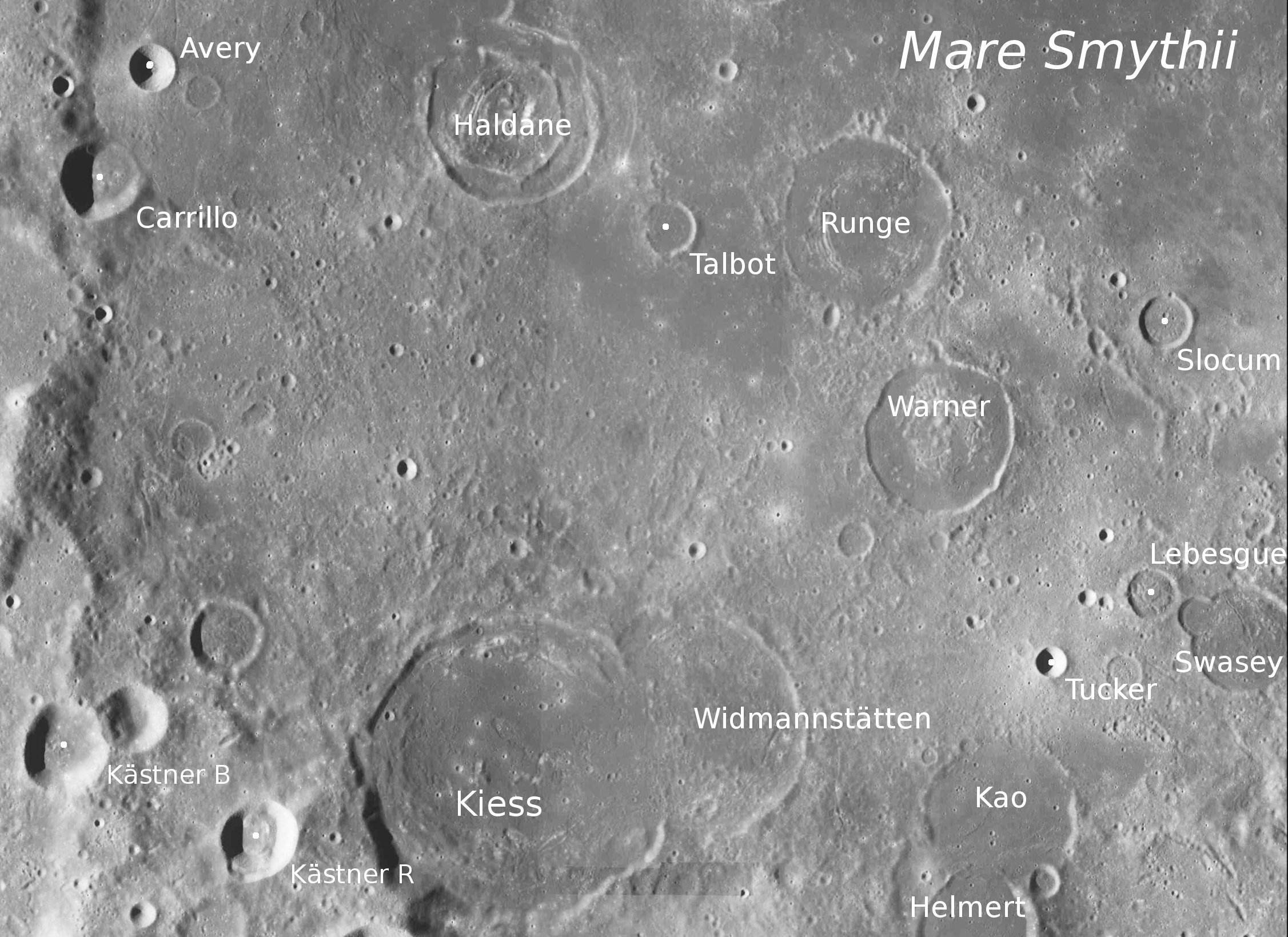
Rodalies de Tucker
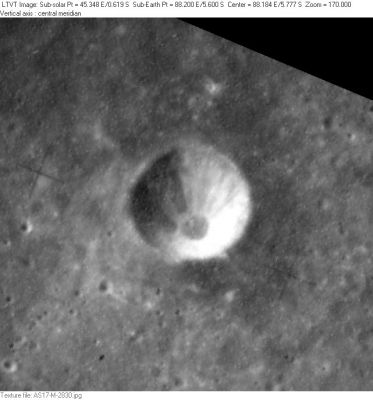
Imatge de l'Apollo 17

Es tracta d'un petit cràter circular amb forma de copa i una albedo més alta que la mar lunar fosca que l'envolta. És un dels elements més brillants en l'entorn, el que indica una edat relativament jove al no haver patit una meteorització espacial rellevant. El cràter no està significativament erosionat o cobert per cràters d'importància.